# Atanas Paszew
Atanas Dimitrow Paszew (bułg. Атанас Димитров Пашев, ur. 21 listopada 1963 w Pazardżiku) – bułgarski piłkarz występujący na pozycji pomocnika, reprezentant Bułgarii w latach 1983–1988, trener piłkarski.

## Kariera klubowa
Karierę piłkarską Paszew rozpoczynał w klubie Hebyr Pazardżik. W 1980 roku awansował do kadry pierwszej drużyny i w sezonie 1980/1981 zadebiutował w jego barwach w drugiej lidze bułgarskiej. W 1982 roku przeszedł do pierwszoligowej Trakii Płowdiw. W sezonie 1985/1986 z 30 golami został królem strzelców ligi bułgarskiej, a Botew wywalczył wówczas wicemistrzostwo Bułgarii. W 1989 roku Paszew przeszedł do Beitaru Jerozolima. Grał w nim przez 2 lata, a następnie w 1991 roku przeszedł do Hapoelu Ramat Gan. Jego zawodnikiem był przez pół sezonu.
W 1992 roku Paszew wrócił do Bułgarii. Wiosną 1992 ponownie grał w Hebyrze Pazardżik, a w sezonie 1992993 w Maricy Płowdiw. W 1993 roku trafił do Malezji i grał w tamtejszym Kuala Lumpur FA. W latach 1995–1998 ponownie grał w ojczyźnie. Najpierw przez 2 lata występował w Łokomotiwie Płowdiw, a następnie przez sezon w Bełanie Bełowo, w której zakończył karierę. W 2004 roku wznowił ją na krótko, występując w Denkowskim Pazardżik. 

## Kariera reprezentacyjna
W reprezentacji Bułgarii Paszew zadebiutował 4 maja 1983 w wygranym 5:2 towarzyskim meczu z Kubą, w którym strzelił gola. W 1986 roku został powołany przez selekcjonera Iwana Wucowa do kadry na Mistrzostwa Świata 1986. Na tym turnieju rozegrał jeden mecz, w 1/8 finału z Meksykiem (0:2). Od 1983 do 1988 roku rozegrał w kadrze narodowej 17 meczów i strzelił w nich 3 gole.
| Mecze i gole w reprezentacji | Mecze i gole w reprezentacji | Mecze i gole w reprezentacji | Mecze i gole w reprezentacji | Mecze i gole w reprezentacji | Mecze i gole w reprezentacji | Mecze i gole w reprezentacji |
| #                            | Data                         | Stadion                      | Rywal                        | Wynik                        | Gol                          | Rozgrywki                    |
| 1983                         | 1983                         | 1983                         | 1983                         | 1983                         | 1983                         | 1983                         |
| ---------------------------- | ---------------------------- | ---------------------------- | ---------------------------- | ---------------------------- | ---------------------------- | ---------------------------- |
| 1.                           | 04.05.1983                   | Sofia, Bułgaria              | Kuba                         | 5:2                          | 1                            | towarzyski                   |
| 1984                         |                              |                              |                              |                              |                              |                              |
| 2.                           | 05.12.1984                   | Sofia, Bułgaria              | Luksemburg                   | 4:0                          | 0                            | el. MŚ 1986                  |
| 1985                         |                              |                              |                              |                              |                              |                              |
| 3.                           | 05.02.1985                   | Querétaro, Meksyk            | Szwajcaria                   | 1:0                          | 0                            | towarzyski                   |
| 4.                           | 06.02.1985                   | Querétaro, Meksyk            | Polska                       | 2:2                          | 0                            | towarzyski                   |
| 5.                           | 17.04.1985                   | Augsburg, RFN                | RFN                          | 1:4                          | 0                            | towarzyski                   |
| 6.                           | 02.05.1985                   | Sofia, Bułgaria              | Francja                      | 2:0                          | 0                            | el. MŚ 1986                  |
| 7.                           | 04.09.1985                   | Heerenveen, Holandia         | Holandia                     | 0:1                          | 0                            | towarzyski                   |
| 8.                           | 25.09.1985                   | Luksemburg, Luksemburg       | Luksemburg                   | 3:1                          | 0                            | el. MŚ 1986                  |
| 9.                           | 16.10.1985                   | Saloniki, Grecja             | Grecja                       | 2:0                          | 0                            | towarzyski                   |
| 10.                          | 30.10.1985                   | Pecz, Węgry                  | Węgry                        | 3:1                          | 0                            | towarzyski                   |
| 11.                          | 18.12.1985                   | Walencja, Hiszpania          | Hiszpania                    | 0:2                          | 0                            | towarzyski                   |
| 1986                         |                              |                              |                              |                              |                              |                              |
| 12.                          | 09.02.1986                   | Querétaro, Meksyk            | NRD                          | 1:2                          | 1                            | towarzyski                   |
| 13.                          | 09.04.1986                   | Sofia, Bułgaria              | Dania                        | 3:0                          | 0                            | towarzyski                   |
| 14.                          | 15.06.1986                   | Meksyk, Meksyk               | Meksyk                       | 0:2                          | 0                            | MŚ 1986                      |
| 1988                         |                              |                              |                              |                              |                              |                              |
| 15.                          | 04.08.1988                   | Vaasa, Finlandia             | Finlandia                    | 1:1                          | 1                            | towarzyski                   |
| 16.                          | 07.08.1988                   | Reykjavík, Islandia          | Islandia                     | 3:2                          | 0                            | towarzyski                   |
| 17.                          | 09.08.1988                   | Oslo, Norwegia               | Norwegia                     | 1:1                          | 0                            | towarzyski                   |

## Sukcesy
- król strzelców A RFG: 1985/86 (30 goli)